# Heren en vrouwen van Putten

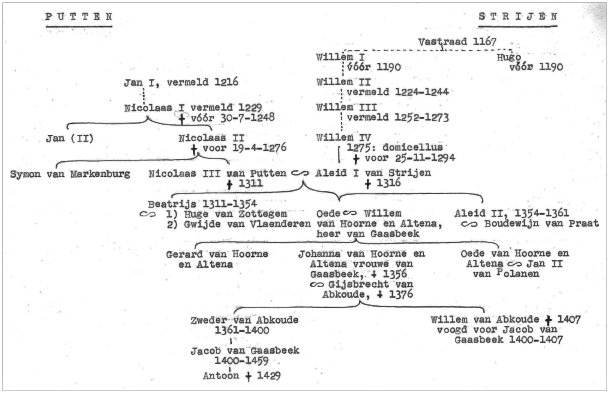
Stamboom Huis van Putten en Strijen

Heren en vrouwen van Putten biedt een overzicht van de opeenvolgende Heren en Vrouwen van Putten, die in de late Middeleeuwen de Heerlijkheid Putten bestuurden, en hun naaste verwanten.

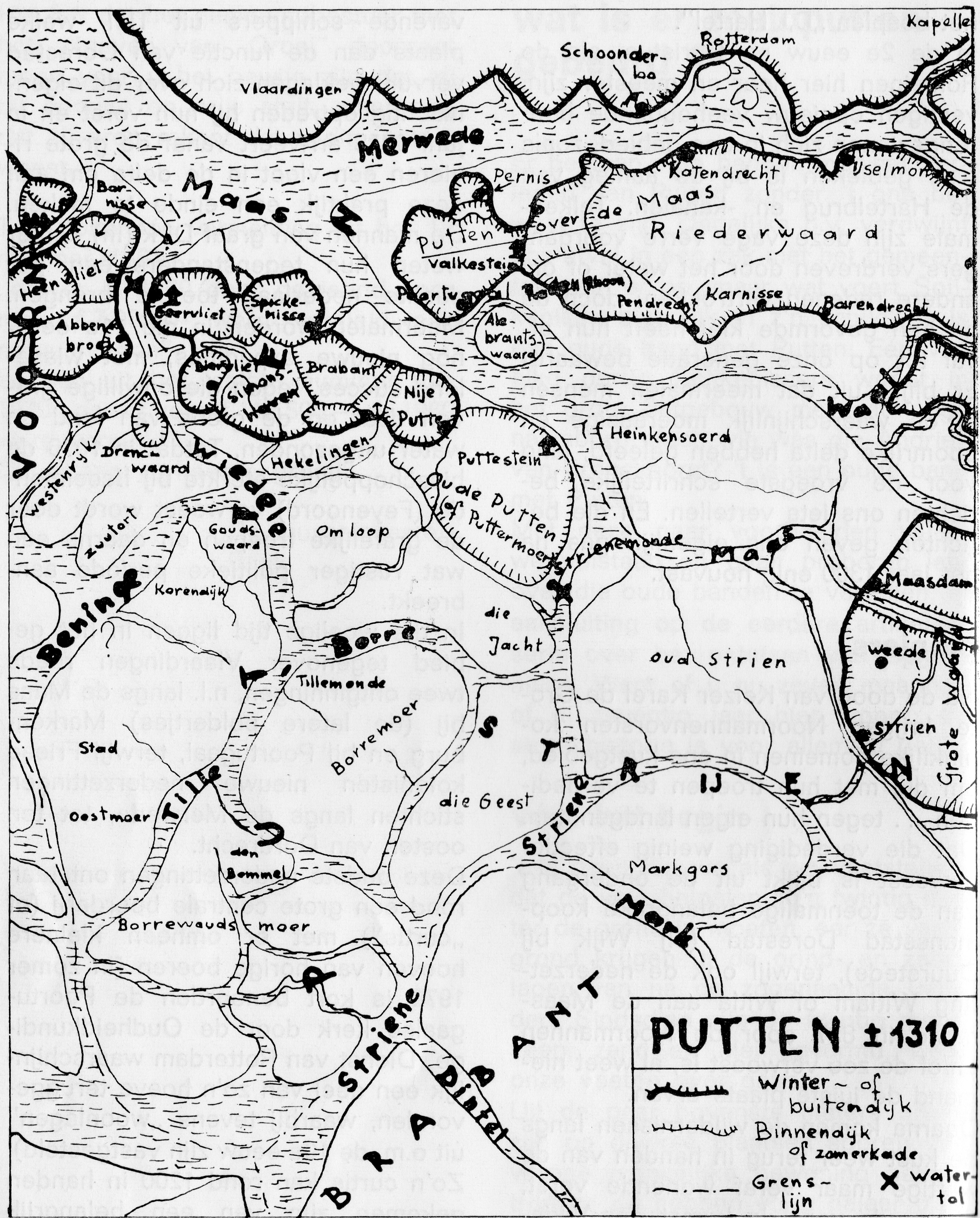
Kaart Heerlijkheid Putten (en Strijen) ±1310

De Heerlijkheid Putten lag in het zuidwesten van het graafschap Holland en omvatte de huidige gebieden Albrandswaard (van het voormalige Kathendrecht -nu Charlois- in het noorden tot aan Hoogvliet, maar zonder Rhoon), via het eiland Putten, het westen van de huidige Hoeksche Waard tot het oosten van Flakkee. In de begintijd van de Heerlijkheid waren er alleen kleine eilanden. Zij werden in de loop der tijd bedijkt en met elkaar verbonden tot grotere eilanden. Daarin speelden de Heren van Putten een belangrijke rol.

## Archief en jaartallen
Het oudste archief van de heren van Putten bevond zich op kasteel Puttensteyn (tussen Oud-Beijerland en Heinenoord). Maar dat werd in 1304 verwoest tijdens een oorlog. Hierbij ging het volledige archief in vlammen op, waardoor er nauwelijks documenten over de Heerlijkheid Putten zijn van vóór 1304. Alleen uit andere archieven zijn archiefstukken uit die vroege tijd overgeleverd, zoals in de archieven van de graven van Holland en dat van Utrecht.
Daarna is opnieuw archief opgebouwd, aanvankelijk in de Hof van Geervliet. Ten tijde van het bewind van Jacob van Gaasbeek (1407-1459) werd een belangrijk deel overgebracht naar Gorinchem en na zijn dood (1459) naar Den Haag. Sindsdien is er veel van het archief verloren gegaan. In 1529 werden de charters (samen met de andere Hollandse charters) overgebracht naar een vochtige burcht in Gouda, waardoor vele documenten  geruïneerd of onherstelbaar beschadigd zijn. Bovendien werd op 3 maart 1945 het gebouw van de provinciale griffie van Zuid-Holland gebombardeerd, waarbij zowel het bronnenmateriaal als het onderhanden manuscript over Voorne-Putten en Rozenburg waar L.F. Teixeira de Mattos (1872-1945) aan werkte, verloren ging. Hierdoor is er veel onzeker.
Wat er van dit archief over is, bevindt zich nu in het Nationale Archief in Den Haag, met als belangrijkste onderdeel 3.19.43 Inventaris van het archief van de Heren van Putten en Strijen, 1235-1459.
De hierboven beschreven onzekerheid geldt ook voor veel geboorte- en sterfjaren, ook voor die van na 1304. Hoewel enkele zeer precies zijn, zijn andere schattingen of moeten om andere redenen beschouwd worden als indicaties; verschillende bronnen vermelden nogal eens verschillende jaartallen, een enkele keer was er zelfs 20 jaar verschil tussen. De jaartallen die het meest betrouwbaar en/of plausibel leken, zijn hier opgenomen, met een "±-teken".

## Oorsprong van het Huis van Putten
Over de oorsprong van het Huis van Putten is niet veel bekend. Wat we wel weten:
1. Gerard van Putten(?) Diverse bronnen[3] vermelden ene ridder Gerardt (ook wel: Gerard, Gerrit of Gherrit), Heer van Putten, die in 1049 graaf Diederick hielp om Dordrecht (opnieuw) in te nemen. Ook Van Wijn vermeldde deze "Heer Gerrit van Putten, die in den jare 1049, de stad Dordrecht van uitheemsch geweld verloste"[4]. Verder is er niets over deze Gerard van Putten bekend, ook niet òf er een connectie is geweest met de (latere) Heerlijkheid van Putten en zo ja welke.
2. Hugo III van Voorne (regeerde ±1100-na 1168), heer van Voorne. Hij bezat het hele gebied tussen Noordzee en Striene, waaronder Voorne en Putten. Hij had drie zonen: Floris, Dirk en Hugo.
3. Floris van Voorne, de oudste zoon van Hugo III, (laatste vermelding in 1174), volgde hem op en regeerde -net als zijn vader- ook over Putten. Na zijn overlijden erfden zijn twee broers Dirk en Hugo van hem de heerlijkheid van Voorne, dus inclusief Putten. Zij besloten om die heerlijkheid te delen, waarbij de jongste broer Hugo het oostelijk deel kreeg, tot aan de Striene, het gebied van de latere heerlijkheid Putten.[5] Daarbij werd de heer van Voorne de leenheer en werd de heer van Putten zijn leenman.
4. Hugo IV van Voorne en Putten (±1145-vóór april 1189), jongere broer van Floris. De eerste heer van Putten die alleen over Putten regeerde en niet over Voorne.

## Jan I van Putten
Een (anonieme) dochter van Hugo van Voorne (*±1180) was waarschijnlijk zijn erfdochter en kreeg na het overlijden van haar vader in 1189 de Heerlijkheid Putten in handen. Zij huwde in 1200 met Jan I Persijn (±1150 / 20-9-1224) uit Egmond, zoon van Dirck Dircsz van Persijn (±1110-1168) en Bertrade Aernoutsdr Spiker van Waterland. De Baan vermoedde dat hij de grafelijke beheerder was van de gebieden rond Poortugaal en de Geervlietse tol en dat door dit huwelijk beide gebieden in één hand kwamen. Sindsdien vormden zij de "heerscappie van Putten". Zijn naam komt voor als "Johannes de Putthen" (Latijns, dus: Johannes van Putten) in een bewaard gebleven document, gedateerd op 6 december 1216, waaruit blijkt dat hij in ieder geval in dat jaar over de heerlijkheid Putten regeerde. Kennelijk noemde hij zich naar de heerlijkheid waarvan hij (namens zijn vrouw?) heer was.
Jan I werd begraven in de abdij van Egmond.
Hij werd opgevolgd door Nicolaas I van Putten, waarschijnlijk een neef.

## Nicolaas I van Putten

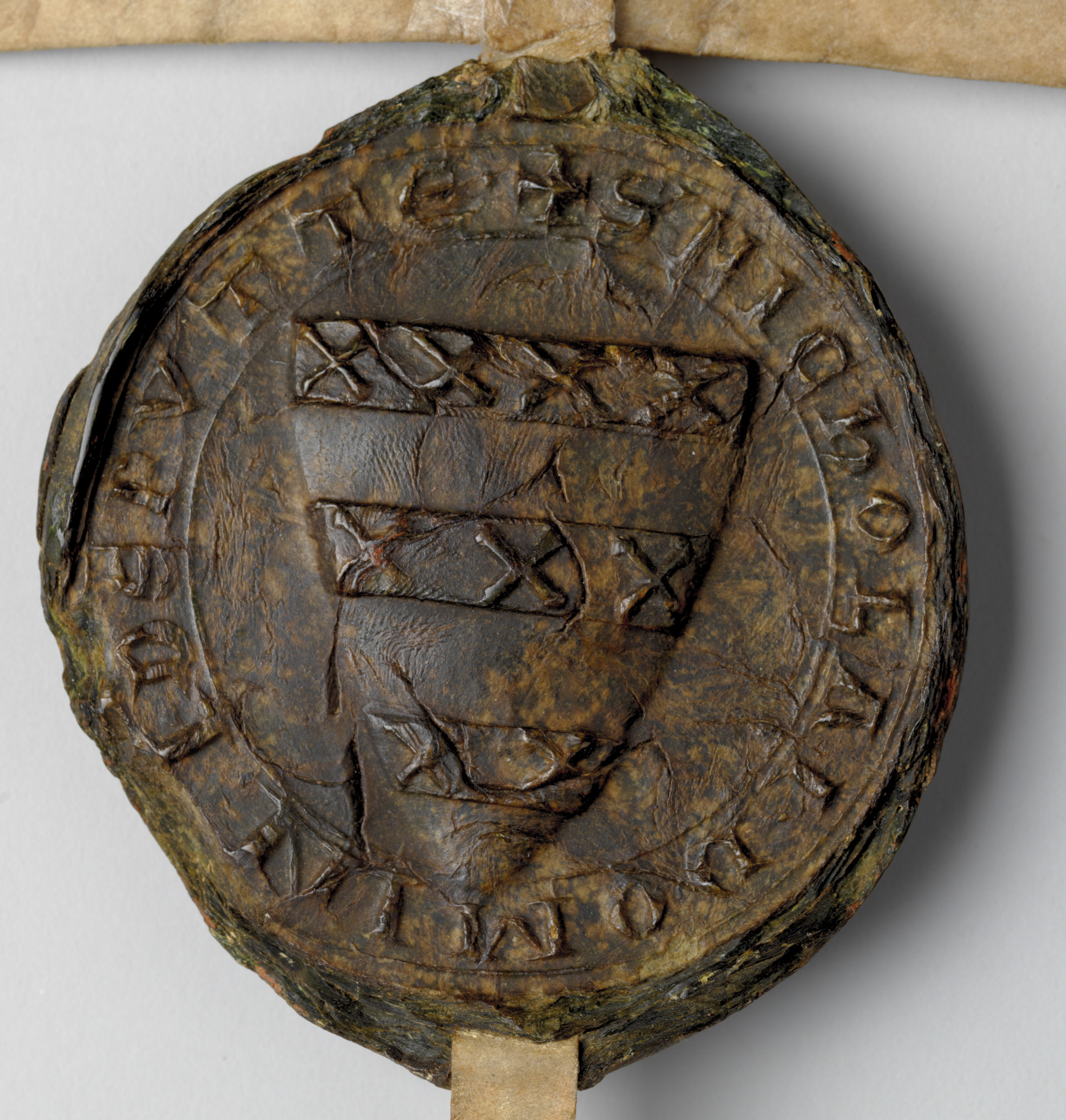
Zegel Nicolaas I van Putten in 1241

Nicolaas I Persijn van Haarlem van Putten, in het Latijn: Nicolaus de Putte (*1180 à 1200 - †±1248). Zijn sterfdatum is onduidelijk: Obreen concludeerde dat hij tussen april 1247 en 30 september 1248 moet zijn overleden. Andere bronnen gaan uit van 1250 te Egmond of 1255 te Velsen.

Hij was waarschijnlijk een neef van Jan I Persijn. Zijn naam komt voor in archiefstukken die gedateerd zijn tussen 1229 en april 1247, wat er op duidt dat hij in ieder geval in die periode heer van Putten was. Hij was leenman van Hendrik van Voorne in 1235. In datzelfde jaar 1235 zegde hij zijn neef Willem, zoon van zijn broer Hugo, een jaargeld toe. Sinds 1241 voerde hij de riddertitel.
Vanaf in ieder geval 1229 hield hij als eerste van de heren van Putten (ook) residentie in Geervliet, in de Hof van Putten, toen nog een versterkte hoeve.
Obreen concludeerde over Nicolaas I: Hij was de kerk welgezind (hij schonk o.a. tienden en een weide bij Strienemonde aan een nonneklooster en hij gaf een abdij visrecht in de zuidwestelijke punt van IJsselmonde). Bovendien was hij een aanzienlijk man, die reeds over de volle omvang der heerschappij van Putten het gezag voerde, leenmannen aan zich verbond en in de naaste omgeving van de landsgraven thuis was, met name bij de graven Floris IV van Holland en diens zoon Willem II.

### Beschrijving zegel
Het zegel van Nicolaas I van Putten was rond, met een middellijn van 60 mm waarop een wapenschild staat. Het wapen bestaat uit zes dwarsbalken, de oneven balken beladen met 4, 3 resp. 2 St. Andrieskruisjes. Randschrift (in het Latijn): s’ NICHOLAI DOMINI DE PVTTE (zegel van Heer Nicolaas van Putten). Het wapen lijkt sterk op dat van de Persijns: ook zes balken met kruisjes op dezelfde plaatsen, alleen de kleuren verschillen (maar dat is niet te zien op een zegel). Waarschijnlijk is het wapen van Putten afgeleid van dat van de Persijns.

### Huwelijk en kinderen
Nicolaas I was in 1230 getrouwd met Maria van Velsen (±1210-1245), Vrouwe van Haarlem. Hun kinderen:
- Jan II (1230-vóór 26-12-1293). Er is slechts één vermelding van hem, uit 1246, toen Nicolaas I deze zoon "qui est heres meus" (die mijn erfgenaam is) noemde[12]. Obreen[13] veronderstelde daarom dat hij vóór zijn vader was overleden. Anders zou zijn regeerperiode wellicht 1247-1268 kunnen zijn geweest.
- Nicolaas II Persijn, Heer van Putten (±1235-vóór 12-4-1276), zijn opvolger. Zie hieronder.
- Berte (dochter), vermeld in 1276 en 1277.
- Florens vermeld in 1275, denkelijk overleden op 19 april 1276[14]

## Nicolaas II van Putten
Nicolaas II Persijn Heer van Putten (±1235-vóór 12-4-1276), was een zoon van Nicolaas I en Maria van Velsen en de jongere broer van Jan II. Hij komt voor in archiefstukken tussen 1268-1275, dus zijn regeerperiode duurde in ieder geval van 1268 tot 1276.
De eerste maal dat men Nicolaes II tegenkomt in archiefstukken, op 23 oktober 1268, was hij met vele andere edelen borg voor heer Hendrik van de Lecke. Vier jaar later op 17 februari 1272, was hij getuige van graaf Floris V. Op 11 februari 1273 trof hij met deze graaf een regeling inzake het recht van besterfte hunner wederzijdse onderzaten. Kort daarop op 13 april 1273 maakte hij een grensregeling met de heer van Strijen en stond deze een tegenover Pendrecht gelegen veen, Heinckensmoer, af. Op 30 december 1275 komt hij het laatst voor, als getuige van een zijner verwanten, heer Jan Persijn. Reeds op 19 april 1276 regelde graaf Floris V de voogdij van de kinderen van Nicolaas II, dus in de tussentijd zal hij zijn gestorven.

### Beschrijving zegel
Zijn zegel lijkt veel op dat van zijn vader. Het was rond, met een middellijn van 66 mm en met een wapenschild. Ook zijn wapen had zes dwarsbalken, de oneven balken met 4, 3, 2 St. Andrieskruisjes. Het randschrift (in het Latijn) luidde: SIQILLVM NICHOLAI DOMINI DE PVTTE (zegel van Nicolaas Heer van Putten).:

### Huwelijk en kinderen
Nicolaas II was gehuwd met Beatrix van Haarlem (±1245-±1280). Het echtpaar had ten minste twee zonen:
- Nicolaas III van Putten (±1260à1265 / 27-10-1311), zijn opvolger als heer van Putten, zie hieronder.
- Simon van (Putten en) Markenburg (1272-1331).

#### Simon van Markenburg

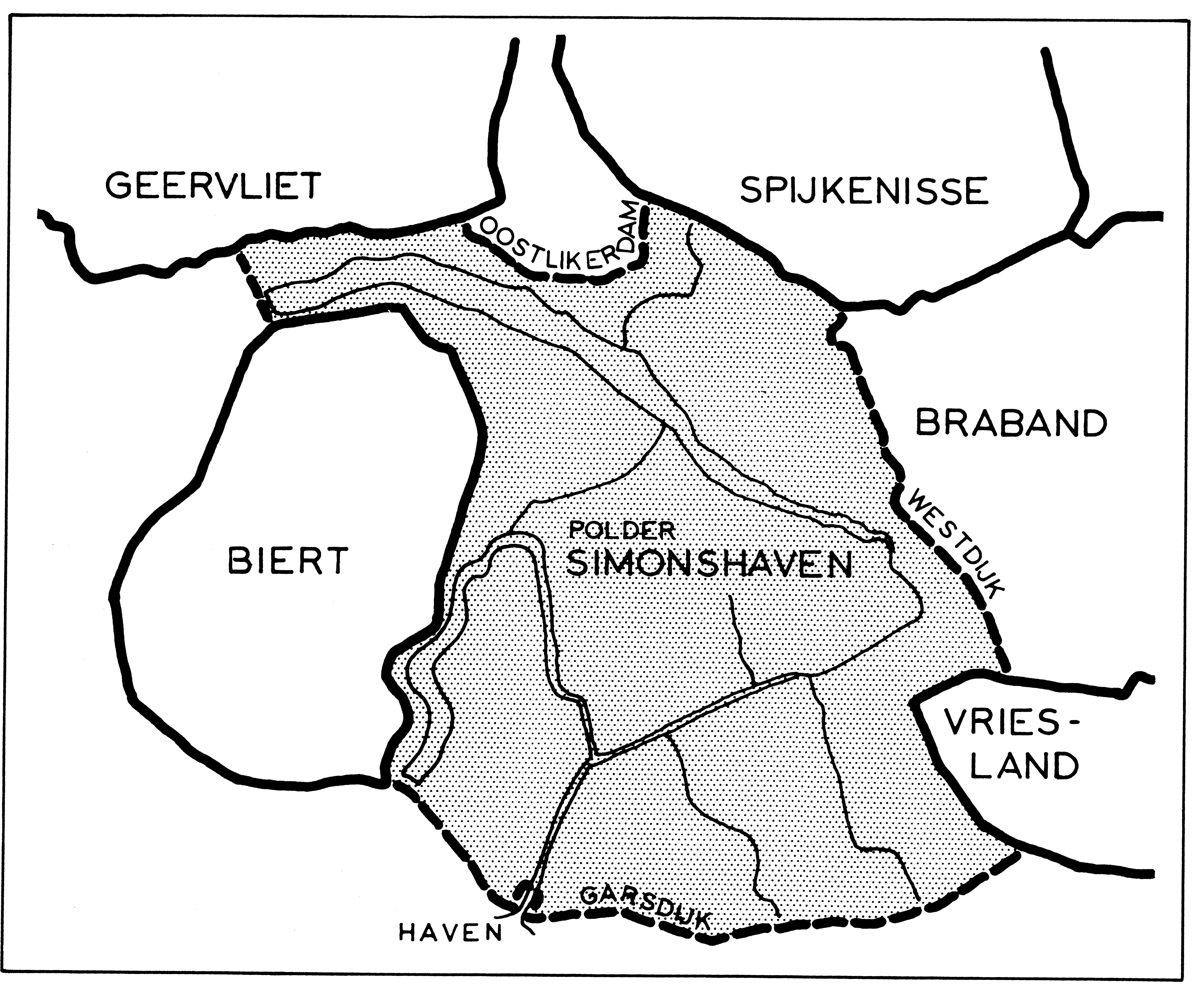
Polder Simonshaven bedijkt in 1305

Simon van (Putten en) Markenburg (1272-1331) was de tweede zoon van Nicolaas II en Beatrix van Haarlem. Ook hij was ridder. Vermeldingen over hem staan in documenten die gedateerd zijn tussen 1304-1317.

Zijn belangrijkste bijdrage aan de Heerlijkheid Putten was de bedijking van de polder Simonshaven, die naar hem is genoemd. In 1305 kreeg hij toestemming voor die bedijking van zijn oudere broer Nicolaas III, toen heer van Putten. Ook kreeg hij toestemming om er nieuwe kerken te stichten en een windmolen in Biervliet te zetten. En hij zorgde ervoor dat de ringdijk van het eiland Putten werd gesloten, de bedijking van Simonshaven was onderdeel van dit sluitstuk.

Heer Simon was in 1306 baljuw van Zuid-Holland.
| Hoe Symon van Markenburgh aan zijn einde kwam (een sage) In [1331] ging zeker Zeeuws*) edelman, Symon van Markenburgh geheten, met zijn wagen naar huis. Toen hij onderweg aan een waterloop kwam, wilden de paarden er niet over. Hij schold zijn knecht de huid vol en schreeuwde dat hij die paarden in de naam van de duivel in beweging moest brengen. Na deze vervloeking gingen ze er gemakkelijk over, maar er stak meteen een wervelwind op, die boze geesten in de gestalte van vogels tevoorschijn brachten. Hierdoor werd, zonder de knecht en zijn paarden te deren, de ridder van de kar gesmeten. Zijn lijk werd terstond vreselijk stinkende gevonden. Hij werd met dezelfde kar naar zijn verblijfplaats teruggebracht. Door de werverlwind was hem de lans, die hij bij zich placht te hebben, gebroken, waarvan de punt, zonder dat -naar men zegt- zijn kleren beschadigd waren, diep in zijn lichaam werd gevonden. Dit vertellen wij kortweg om de verdrukkers der armen tenminste door vrees tot bedaardheid te bewegen. *) Putten viel destijds onder Zeeuws recht. |

Of het verhaal waar is of niet, Simon van Markenburg stierf in 1331 kinderloos. Het door hem bedijkte "Nieuweland", oftewel de polder Simonshaven, ging naar zijn nichtje en erfgename Beatrijs, Vrouwe van Putten, oudste dochter van zijn broer Nicolaas III.

## Nicolaas III van Putten
Nicolaas III Persijn van Putten (*±1260 à 1265, †27-10-1311) was de oudste zoon van Nicolaas II van Putten en Beatrix van Haarlem. Hij was in ieder geval heer van Putten tussen 1276-1311.
Zijn vader overleed toen hij nog een kind was. Daarom werd in 1276 de voogdij geregeld en werd de heerlijkheid Putten tijdelijk bestuurd door twee voogden. Vanaf ±1285 trad Nicolaas III zelfstandig op als erfgenaam van Putten.
Nicolaas III breidde zijn grondbezit uit met:
- Strijen. Hij was getrouwd met Aleyd, Vrouwe van Strijen/Aleid(a)/Aleidis van Strien (dochter en enig erfgename van Willem IV van Strijen en Oda van Borsselen; 1275-1316). De Heerlijkheid Strijen lag pal ten oosten van de Heerlijkheid Putten (hij trouwde dus in feite met zijn buurmeisje) en bestond uit het resterende, oostelijke, deel van de Hoeksche Waard en een stukje in Noord-Brabant (Zundert en Zevenbergen).[23] Toen haar vader in 1292 overleed, erfde Aleyd zijn bezittingen. Sinds 1294 voerde Nicolaas III, namens en met zijn echtgenote Aleyd, het bewind over Strijen. Door dit huwelijk werden de gebieden van Putten en Strijen samengevoegd.
- Goederen en rechten te Sconerlo bij Rotterdam, in Rotte-ambacht, te Rotterdam, onder de Lier in het Westland, te Moordrecht, Zoeterwoude, Haamstede en Assendelft: allemaal via verwerving, daarvoor in staat gesteld door zijn aanzienlijke positie bij de graven van Holland en zijn grote rijkdom; zijn dochter en opvolger Beatrice moest een deel ervan weer verkopen vanwege financiële nood.
- Nieuw land op Putten, o.a. via een gift aan zijn enige broer, heer Simon van Markenburg, die van hem in 1304 nieuw land te bedijken kreeg, dat naar hem Simonshaven werd genoemd.

Naast het besturen van de Heerlijkheid Putten, nam Nicolaas III volop deel aan de politiek van Holland en aan strijdtonelen. Hij was een geducht krijgsheld en een vertrouwensman van zijn vorsten. Hij moet een klein leger soldaten en een vloot bij zich gehad hebben en veel gereisd hebben.
Hij was een vertrouweling van Graaf Floris V en zijn opvolgers. Dat bracht hem in lastige situaties, maar versterkte uiteindelijk zijn positie. Zijn hulp en trouw werden onder andere beloond met een akte (1303) waarin geregeld werd dat Putten en Strijen ook in de vrouwelijke lijn konden worden geërfd.
Op 20 maart 1304 werd hij tot ridder geslagen, wellicht als dank voor alle oorlogen waaraan hij op eigen kosten had deelgenomen. Tijdens de daarop volgende oorlog met Vlaanderen ging zijn kasteel Puttensteyn (in het oosten van de Heerlijkheid Putten, bij de grens met Strijen) in vlammen op en verhuisde het gezin met de hofhouding naar Geervliet, waar Nicolaas III een versterkte hoeve had, die hij ombouwde tot kasteel, het Hof van Geervliet. Ook liet hij een nieuw slot in Poortugaal (in Putten over de Maas) bouwen, Slot Valckesteyn.
Nicolaas III had rond 1304 zo'n 100 leenmannen, die grond, huizen, visrechten, inkomsten uit tienden en boeten van hem in leen houden. Door de omvangrijke grondbezittingen in zowel de heerlijkheid Putten als in Strijen, ontvingen Nicolaas en Aleyd grote geldelijke inkomsten. In de eerste jaren van van de 14e eeuw was hun jaarlijks inkomen minstens 1000 ponden.

### Beschrijving zegels
Nicolaas III voerde verschillende zegels, met randschriften in het Latijn:
- In 1291: Rond zegel zoals die van zijn vader en grootvader, met als randschrift: s’ NICOLAI DE PVTTE (zegel van Nicolaas van Putten).
- 1296-1303: Rond zegel, met een middellijn van 26 mm, met daarop een gemetseld putje met putgalg, waaraan een emmer hangt. Randschrift : NICOLAI DE PITTEO (Nicolaas van Putten).
- Ruiterzegel, met een middellijn van 72 mm. Op een naar herautisch links (voor de kijkers naar rechts) gewend paard met een ridder met een schild, waarop het wapen van het Huis van Putten is afgebeeld. Randschrift: s. NICOLAI DNI PE PVTTE  ET DE STRIENE MILITIS (zegel van Nicolaas van Putten en de soldaten van Striene.)

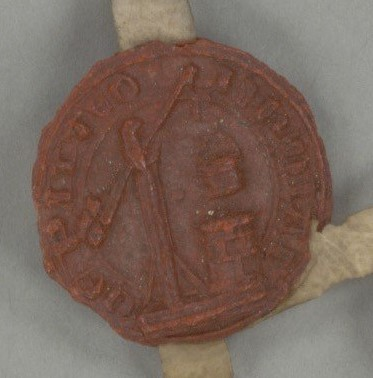
Zegel Nicolaas III met waterput (1303)
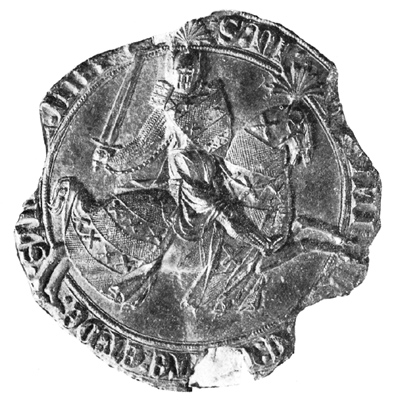
Ruiterzegel Nicolaas III van Putten

### Zieleheil en nalatenschap

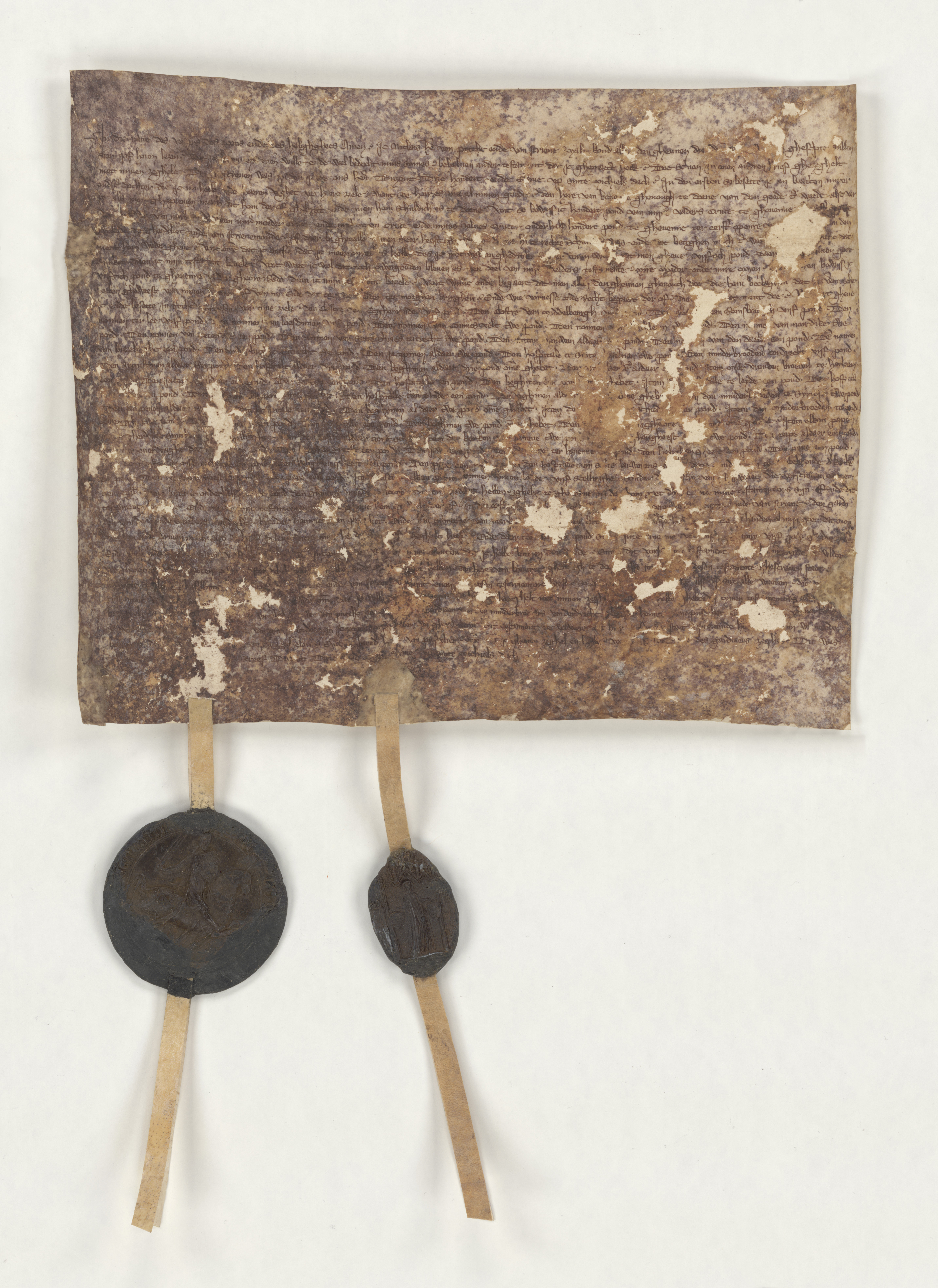
Aanvullend testament Nicolaas III van Putten (1311) met zegels van hem en Aleyd

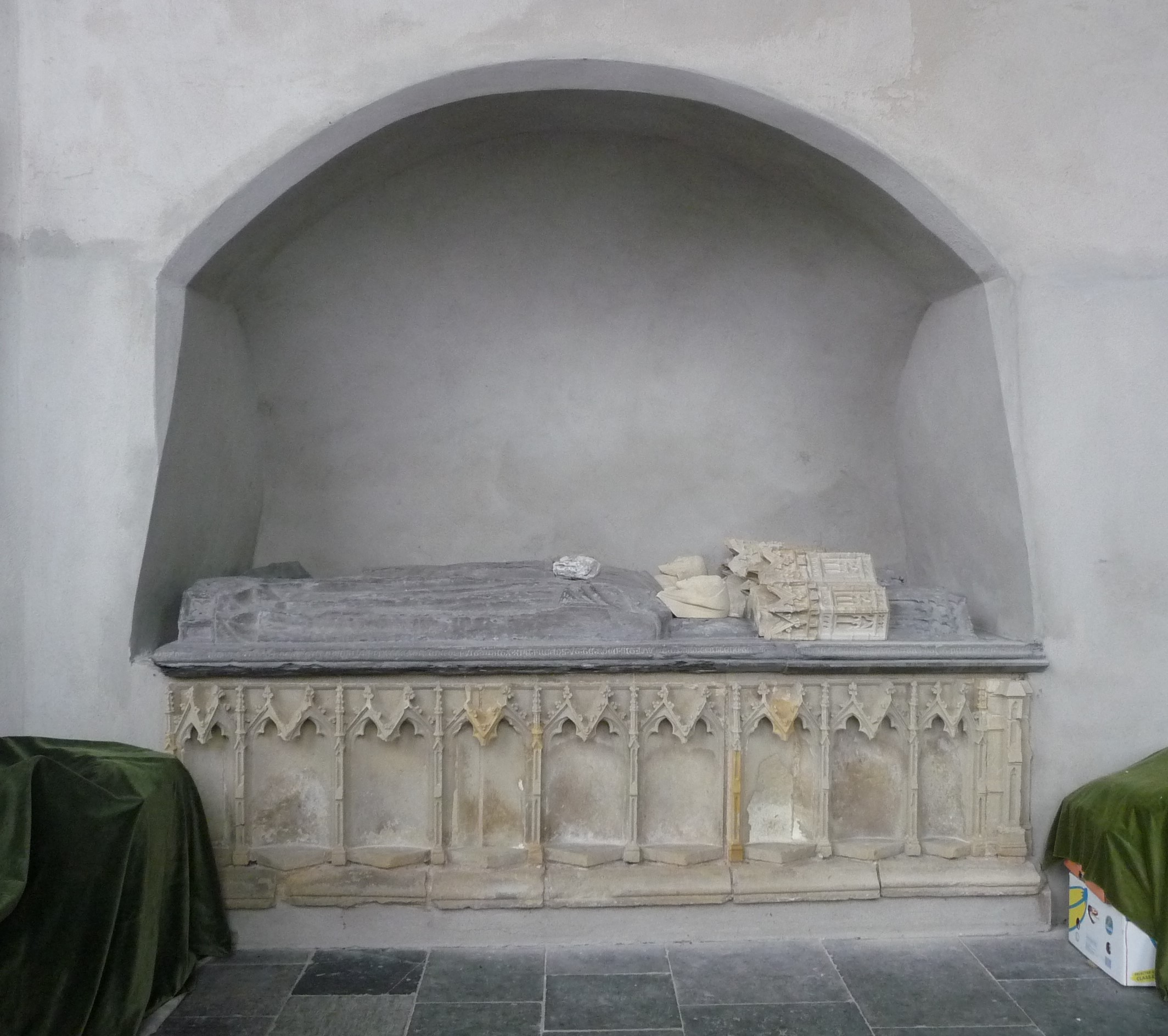
Grafmonument Nicolaas III van Putten en Aleida van Strijen

Om voor zijn eeuwige geluk zorg te dragen, en ook voor dat van zijn gemalin Aleyd, stichtte Nicolaas III in 1307 een kapittel van tien kanunniken in de kerk van Geervliet. Ook kreeg deze aan Maria gewijde hoofdkerk van Putten belangrijke andere schenkingen van Nicolaas III en zijn vrouw Aleyd. Nicolaas zorgde er ook voor dat de priesters een jaargeld ontvingen van de rentmeester van de Heerlijkheid Putten.

Eerder, in 1305, stelde hij in zijn testament geldelijke uitkeringen vast voor de semi-kerkelijke "Heylige Gheest"-meesters in plaatsen door heel de Heerlijkheid Putten. In de zomer van 1307 ging hij over tot betalingen aan armenzorgmeesters.
Waarschijnlijk toen hij zijn einde voelde naderen, in september 1311, maakte hij een aanvullend testament met daarin o.a. een lange lijst van kerken, kloosters en hospitalen tussen Egmond en Mechelen, en van vele geestelijken en begijntjes, die hij uitkeringen toezegde. Eind oktober 1311 stichtte hij nog een capelrie (stichting ter bezoldiging van een kapelaan) in de Geervlietse kerk, te betalen uit de tienden van Spijkenisse. 
Zijn oudste dochter Beatrice en haar man Hugo van Sottegem garandeerden op 13 oktober 1311 de goederen die Nicolaas zou nalaten aan zijn twee andere, nog minderjarige dochters Oede en Alyde.
Hij overleed op 27 oktober 1311 en werd begraven in de kerk van Geervliet. Zijn dochter en erfopvolger Beatrice zorgde later voor een praalgraf voor haar ouders, in de kerk van Geervliet.

### Kinderen
Nicolaas en Aleyd kregen ten minste drie dochters:
- Beatrijs / Beatrix Persijn van Putten en Strijen (1295/18-6-1354), opvolger van zowel Nicolaas III als vrouwe van Putten, als van Aleyd van Strijen als vrouwe van Strijen. Zie hieronder.
- O(e)da Persijn van Putten en Strijen (±1300-1332). Naar haar is het dorp Hoogvliet genoemd, dat oorspronkelijk Odevliet heette en later Oedenvliet.[21] In 1316 trouwde ze met Willem IV van Altena en Ho(o)rne (1302-1343). Zij kreeg bij haar huwelijk een bruidsschat mee van 10.000 pond. Hun nakomelingen (uittreksel):
  - Gerard van Altena, Hoorne en Gaasbeek (1320-1345), kinderloos gestorven.
  - Johanna van Altena, Hoorne en Gaasbeek (1320-1356); zij trouwde in 1349 met Gijsbrecht III van Zuylen van Abcoude (1310-1372) en zette de stamboom voor de Heerlijkheid Putten-Strijen voort. Hun kinderen:
    - Zweder van Abcoude (±1340-1400), heer van Gaasbeek en van Putten & Strijen; zie hieronder
    - Willem van Abcoude (±1345-mei 1407); hij was voogd voor zijn neefje Jacob van Gaasbeek tussen 1400 en 1407.
    - Mabelia van Abcoude

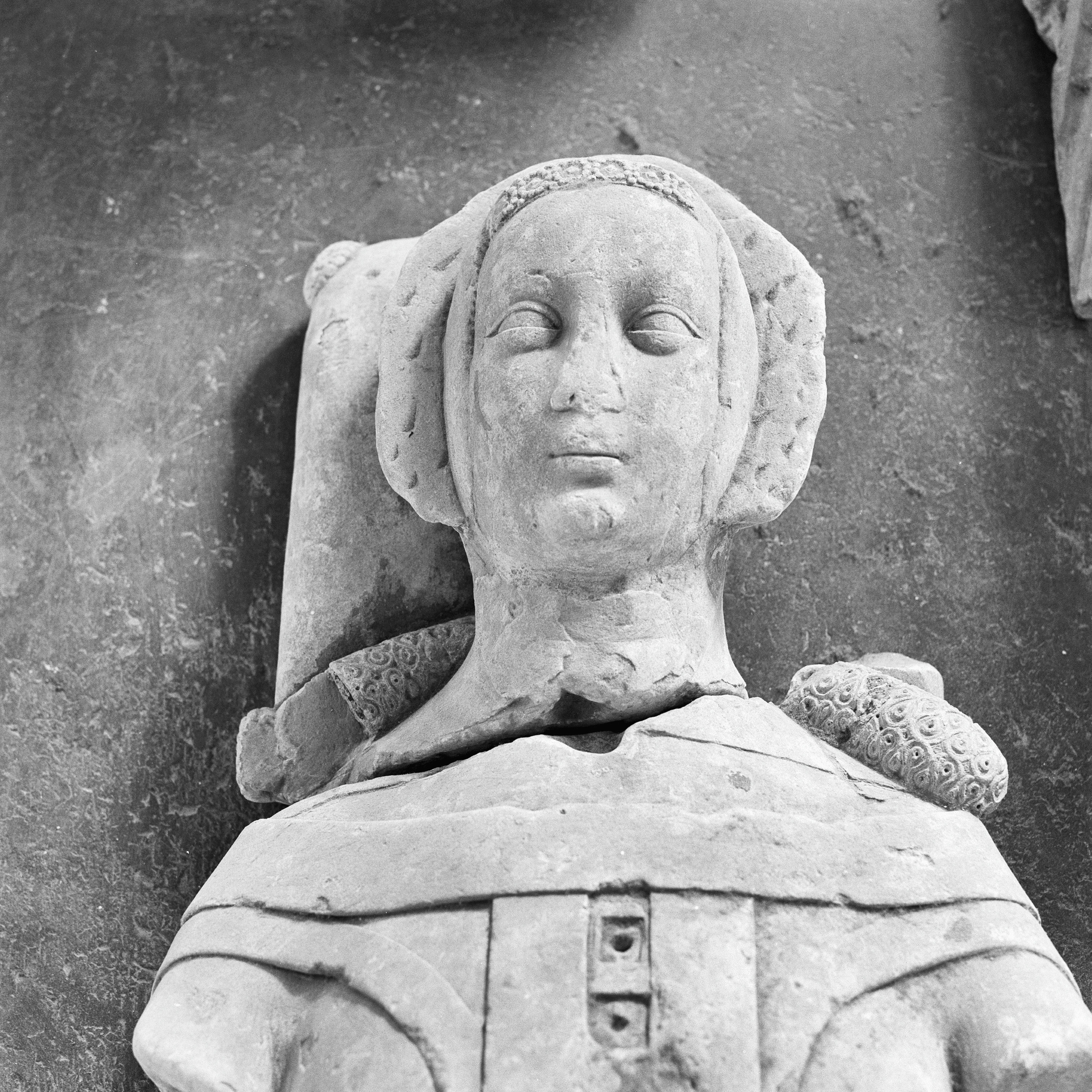
Oede van Hoorne en Altena (op het grafmonument voor haar man Jan II van Polanen)

  - Oede van Hoorne en Altena (op het grafmonument voor haar man Jan II van Polanen) Oede (±1325/1-4-1353) van Hoorne en Altena trouwde in 1348 met Jan II van Polanen. Zij kregen waarschijnlijk drie kinderen, waarvan de oudste:
    - Jan III van Polanen. Na het overlijden van Vrouwe Aleid II van Putten ging hij een juridische strijd aan met zijn neef Zweder van Abcoude over de Heerlijkheid Putten, die door scheidsmannen werd toegewezen aan Zweder[14]. De stamboom gaat onder andere als volgt verder, met als prominente nazaat Willem van Nassau-Dillenburg, ook wel Willem de Rijke genaamd, vader van Willem van Oranje:
      - Johanna van Polanen van de Lek, huwde met Engelbrecht I van Nassau-Siegen
        - Jan IV van Nassau-Dillenburg
          - Jan V van Nassau-Dillenburg
            - Willem I van Nassau-Dillenburg (Willen de Rijke), huwde met Juliana van Stolberg
              - Willem van Oranje

  - Beatrix/Beatrijs, priores van Auwergem/Auderghem (bij Brussel) (overleden op 7-6-1377). Zij overleefde al haar broers en zusters en erfde de heerlijkheid Putten van haar tante Aleid II van Putten. Zij stelde op 3 juni 1362, een jaar na het overlijden van Vrouwe Aleid II van Putten, haar recht op Putten in handen van de Vrouwe van Voorne, ten behoeve van Zweder van Abcoude[14] en speelde zo een doorslaggevende rol in het conflict tussen de neven Zweder van Abcoude en Jan III van Polanen over de erfenis van de Heerlijkheid Putten.
  - drie andere dochters (Maria, Aleid (non te Rhijnsburg) en Agniesse).
- Aleid II (of Aleyd) Persijn van Putten en Strijen, jongste dochter van Nicolaas III (±1300-1361), opvolger van haar oudere zuster Beatrice als Vrouwe van Putten en Strijen. Zie hieronder

## Beatrijs van Putten
Beatrijs/Beatrix Persijn van Putten en Strijen (1291-zomer 1354). 

Zij erfde na het overlijden van haar ouders de heerschappij van Putten en Strijen en werd:
- Vrouwe van Putten 1311-1354 (na het overlijden van haar vader).
- Vrouwe van Strijen 1316-1354 (na het overlijden van haar moeder).

### Huwelijken
Zij trouwde twee keer:
1. Huge van Zottegem/Hugo I uit het geslacht Edingen/Hugo van Sotteghem, heer van Sottegem, burggraaf van Gendt († 1321). Zij trouwden waarschijnlijk kort voor het overlijden van Nicolaas III, dus ±1311. Deze Vlaamse edelman was van hoog aanzien. Hij bezat bij zijn huwelijk o.a. het kasteel van Saaftingen (in het later Verdronken Land van Saeftinghe) met 400 morgen land[29]. Sottegem was een leen van Henegouwen, waardoor Huge en zijn vader nauwe betrekkingen onderhielden met de graaf van Henegouwen en Holland. Maar Beatrijs en Hugo kregen ernstige financiële problemen door hoge uitgaven (waaronder de uitbetalingen van de royale wilsbeschikking van haar vader en 10.000 pond voor de bruidsschat van haar zuster Oede) en juridische geschillen, waardoor Hugo diverse heerlijke rechten moest verkopen en zij samen enkele ambachten verkochten.[30]
2. Gwijde/Guy van Vlaanderen, heer van Rykenburg (1300-1345) in 1321, nog in het jaar waarin haar eerste echtgenoot overleed. Deze Guy van Vlaanderen was nog aanzienlijker van afkomst dan haar eerste man: een telg uit het oude gravenhuis van Vlaanderen, heer van Richebourg en Erquinghem, jongste zoon van Willem van Crèvecoeur, heer van Dendermonde en een kleinzoon van de graaf van Vlaanderen, Guy van Dampierre. Waarschijnlijk kwam er door dit huwelijk een wezenlijke verbetering in de financiën van Beatrice.[31]

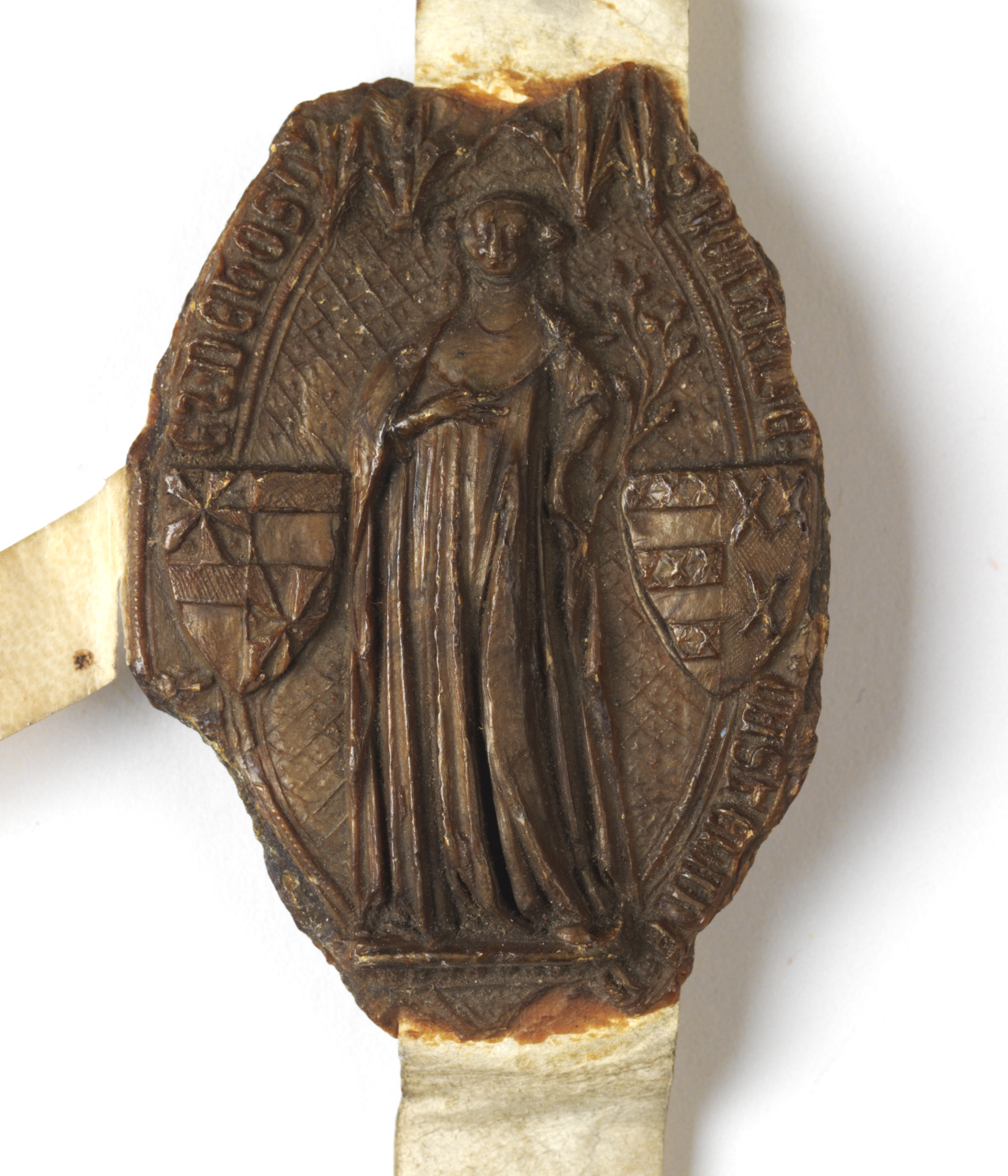
Zegel Beatrix van Putten 1324

### Politiek
In 1329 verleende graaf Willem III van Holland, een oude strijdmakker van haar vader Nicolaas III, op verzoek van Guy en Beatrice, tolvrijheid aan de onderdanen van Guy en Beatrice in Holland en Zeeland.

In de Hoekse en Kabeljauwse twisten koos Beatrice de kant van graaf Willem V van Holland. Dit leverde haar de verzekering van de graaf op, dat haar zuster Aleyd haar in de heerschappijen van Putten en Strijen zou opvolgen

### Beschrijving zegel
Beatrice had een eigen zegel die ze in ieder geval gebruikte tussen 1319-1324. Obreen beschrijft hem als volgt: Ovaal zegel, hoog 76 mm, breed 45 mm. Een vrouwenfiguur met ter weerszijde een wapenschildje. Het linkerwapen is een gevierendeeld wapen 1 en 4 gegeerd van 10 stukken, in de even geren een kruisje (van Sotteghem), 2 en 3 een (hermelijnen) schildhoofd (van Gent). Rechts een gedeeld wapen met dat van Putten aan de linkerkant en de drie St. Andrieskruisjes van Strijen aan de rechterkant. Randschrift (in het Frans): BEATRISE OASTELLANE DE GAND. D'NE DE PVTTE ET DE HOSD'.

### Opvolging
Beatrice stierf kinderloos. Zij werd opgevolgd door haar jongste zuster Aleyd II.

## Aleid (II) van Putten
Aleid II (of Aleyd) Persijn van Putten en Strijen (±1300-1361) was de jongste dochter van Nicolaas III en Aleyd van Strijen. Zij was vrouwe van Putten en Strijen vanaf het overlijden van haar zuster Beatrice, tussen 1354-1361.

Zij was in 1326 gehuwd met Boudewijn V, Heer van Praet/Praat (†3 apr. 1373), een Vlaams edelman die in de raad van de graaf van Holland voorkwam. Het paar stierf kinderloos.

### Beschrijving zegels
Ook Aleid II had eigen zegels. Obreen beschrijft die als volgt: 
1. Zegel uit 1324: Ovaal zegel, hoog ± 60 m, breed ± 37 mm. Een vrouwenfiguur, met in elke hand een wapenschildje aan een lint, rechts: Putten, links; Strijen. Randschrift: . . . . s DOMINE DE . VTTE . . DE STR...
2. Zegel uit 1367-1368[36]: Rond zegel, middellijn 33 mm. Drie wapenschilden: boven een St. Andrieskruis (Praet) rechtsonder Putten, linksonder Strijen. Randschrift : ALEIT VROV VAN PVTTE EN STRYEN EN VM PRAET.

### Over de erfenis van Aleid II, Vrouwe van Putten en Strijen
| Hoofdrolspelers Nakomelingen van Nicolaas III en Aleyd, relevant voor dit conflict: - Beatrijs (1295-1354) - Oda (1295-1332) X Willem IV van Horne (1302-1343), kinderen o.a.: - Johanna van Horne (1320-1356) X Gijsbrecht III van Zuylen van Abcoude - Zweder van Abcoude (±1340-1400) - Oede van Horne (±1325/1-4-1353) X Jan II van Polanen - Jan III van Polanen (±1349?-1394) - Beatrix, priores van Ouwegem/Auderghem (bij Brussel) (??/7-6-1377) - Agnes van Horne - Aleid II (±1300-1361) |

Dat haar achterneef Sweder van Abcoude, kleinzoon van haar zuster Oda, Heer van Putten en Strijen werd, ging niet zonder slag of stoot:

Aleida II, Vrouwe van Putten, overleed als laatste dochter van Nicolaas III van Putten in 1361. Haar erfenis was in eerste instantie toegevallen aan de enige twee nog levende kleinkinderen van Nicolaas III, Beatrix en Agnes van Horne (dochters van Aleida's zuster Oda van Putten). Beatrix, priores van Ouderghem bij Brussel, was volgens haar eigen zeggen de oudste en naaste erfgenaam van haar tante Aleid. Zij reisde naar Putten en gaf op 24 juni 1361 aan haar neef Zweder van Abcoude, oudste zoon van haar oudste zuster Johanna van Horne, de vrije beschikking over haar hele erfenis.
Maar Jan II van Polanen, weduwnaar van Beatrix' in 1353 overleden zuster Oede van Horne, en hun kinderen wilden ook een deel van de erfenis en accepteerden de beslissing van hun schoonzuster en tante niet. Zweder van Abcoude kon daar inkomen en dus beloofde hij hun de heerlijkheid Niervaart (Klundert en omgeving) als hij met Putten en Strijen beleend werd. Uitdrukkelijk verklaarde hij, dat hij dit deed uit gunst wegens "maechscap, liefte ende vrientscap" jegens hen. Bovendien eiste hij, dat zij een evenredig deel zouden betalen, als de graaflijkheid van Holland geld zou vragen voor zijn belening met Putten en Strijen. Hoe groot dit deel zou zijn, zouden drie door Zweder met name genoemde scheidsrechters vaststellen. De Polanens waren het daar niet mee eens, er kwam een scheidsgerecht.
Zweder stond daarin sterk door de handelwijze van zijn tante Beatrix. Hij kreeg dan ook in hoofdzaak zijn zin. Nadat hij door Albrecht (graaf van Holland) met Putten en Strijen beleend was, heeft hij zijn neef Jan III van Polanen met Niervaart beleend (3 januari 1362), waarna vader en zoon Polanen op 26 januari beloofden zich aan de voorwaarden te zullen houden die Zweder op 8 juli 1361 had gesteld.

## Zweder van Abcoude
Zweder van Abcoude (±1340-april 1400) was heer van Gaasbeek (bij Brussel), Abcoude, Putten en Strijen. Hij was de oudste zoon van Johanna van Altena, Hoorne en Gaasbeek en van Gijsbrecht van Abcoude en Wijk, en kleinzoon van Oda (Oede), de middelste dochter Nicolaas III. Hij was heer van Putten en Strijen tussen 1361-1400. Hij overleed op 22 of 23 april 1400 als pelgrim in Radda, Toscane.

### Betekenis voor de Heerlijkheid Putten
Zweder had meer land te besturen dan zijn voorgangers; die bezittingen lagen bovendien verder uit elkaar èn hij woonde in Gaasbeek, bij Brussel. Daardoor kon hij niet zo vaak als zijn voorgangers in Geervliet zijn. Hij zag zich genoodzaakt steeds meer taken te delegeren. Er was al een baljuw, de plaatsvervanger van de heer of vrouwe van Putten en Strijen vóórdat Zweder die heer werd. Deze baljuw resideerde in het Geervlietse Hof van Putten.
- Waarschijnlijk heeft Zweder in 1364 als eerste het ambt van dijkgraaf in de Heerlijkheid Putten ingesteld.[40]
- In 1366 gaf hij de Puttenaren het recht hun lage rechtspraak voortaan zelf uit te oefenen; alleen zware vergrijpen (zoals verkrachting en moord) zouden nog voor de heer komen.[41]
- In 1380 werd het baljuw-ambt gepromoveerd naar dat van ruwaard, met meer beslissingsbevoegdheden: met de belangrijkste leenmannen vormde hij de vaste raad van bestuur; hij deed uitspraken in leen- en landrecht en in zijn opdracht deed de rentmeester betalingen.
- In 1381 verschafte hij Geervliet stadsrechten. Geervliet kreeg hiermee eigen rechters en eigen rechtsregels, èn er werden vestgrachten gegraven, er kwamen stadsmuren, stadspoorten en poortwachters. De marktvrijheid werd vatstgelegd, evenals schulden en de gevolgen van koop. En Geervliet kreeg een eigen stadszegel.

Rond 1380 ontving hij per jaar ruim 600 ponden uit de heerlijkheid Putten en Strijen, waarvan ruim de helft alleen al uit de zes dorpen van het eiland Putten (incl. Zuidland). Het ging o.a. om pacht van land, sluizen, visserijgronden en pontveren (over de Bernisse en het Spui), verkopen van producten, winning van zout, accijns op wijn en bier, rechten om te jagen (op waterwild), tienden op koren en vee. Uitgaven waren er o.a. voor turf, proviand, onderhoud van het Hof van Putten en de dijken, hofpersoneel, geestelijken, armbesturen.

Wapen van Zweder van Abcoude
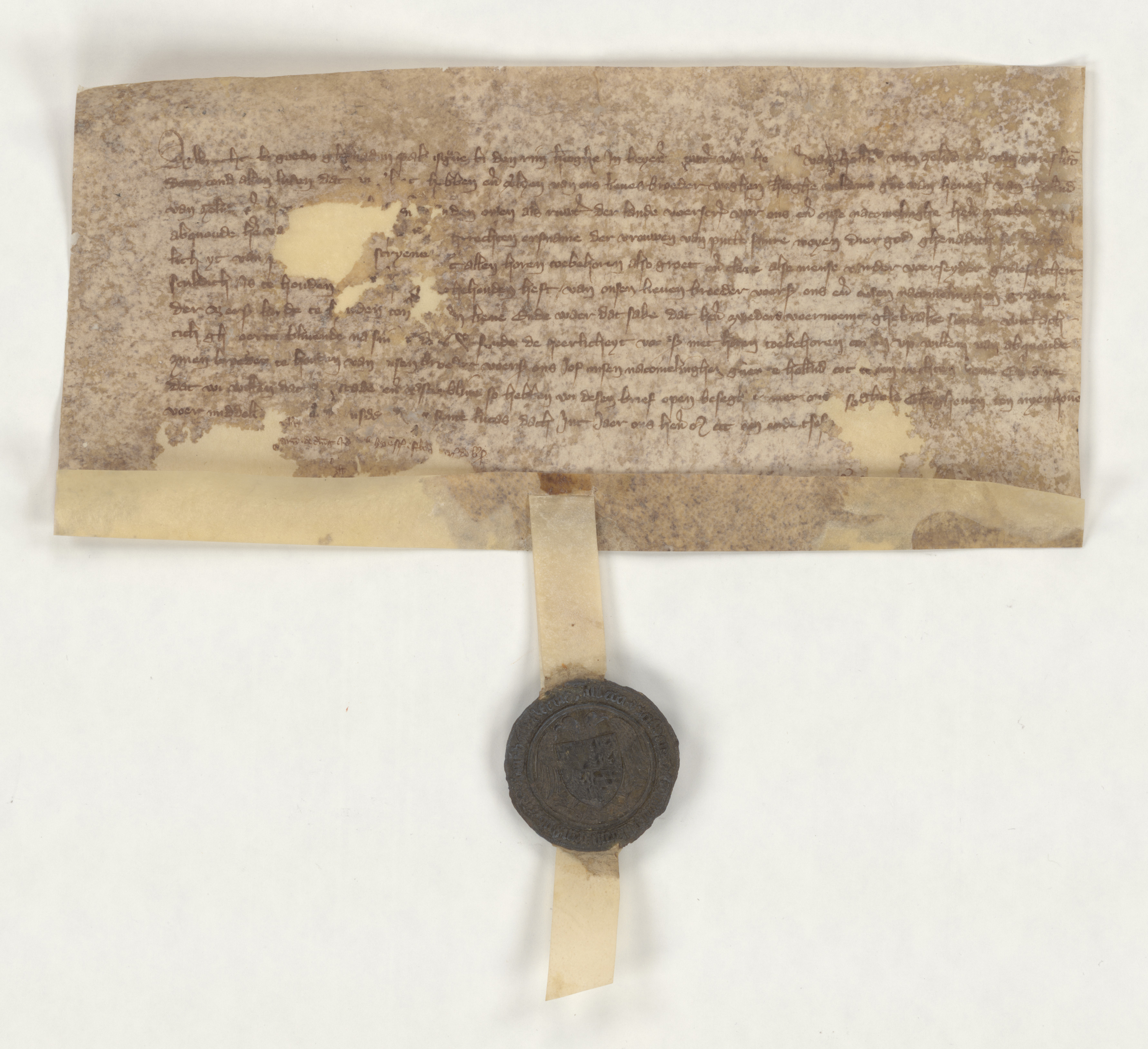
Akte dd 19-10-1361 waarin hertog Albrecht van Beieren bevestigt dat Zweder van Abcoude de nieuwe leenheer van Putten en Strijen is
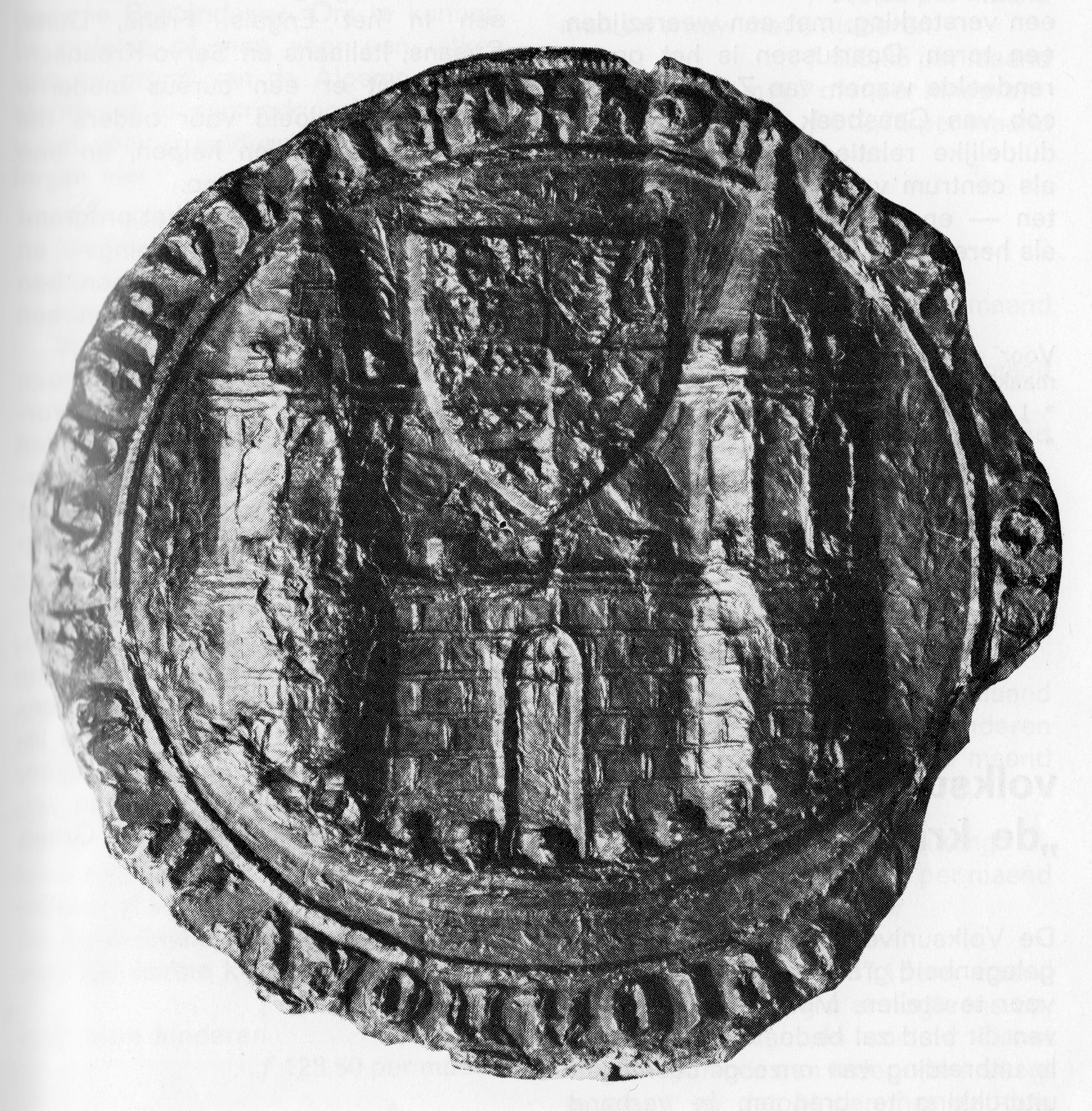
Stadszegel Geervliet eerste helft 15e eeuw
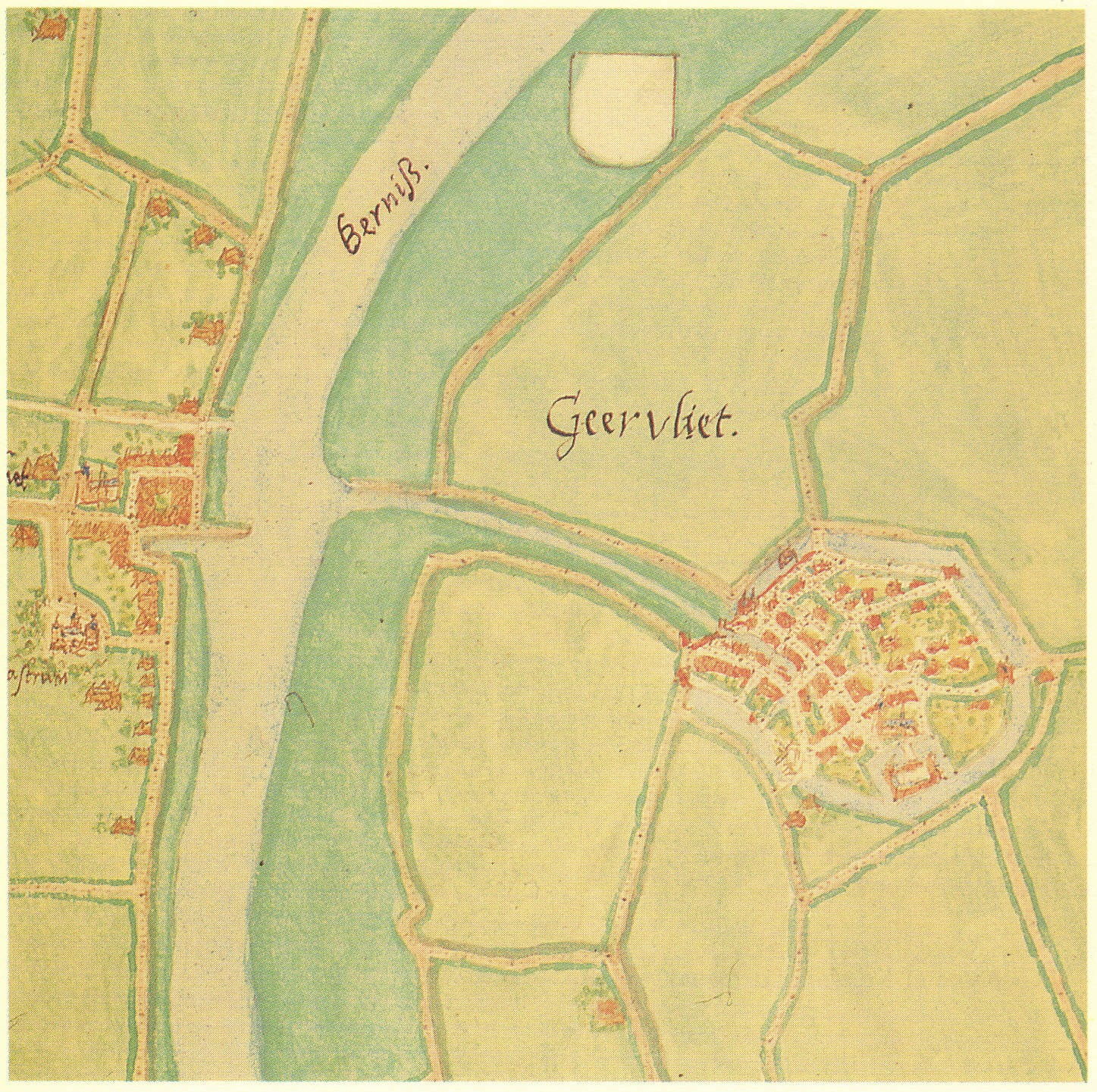
Geervliet ± 1550 met stadsgracht

### Wapen van Zweder van Abcoude
Het wapen van Zweder van Abcoude en zijn zoon Jacob van Gaasbeek bevat de wapens van: 1. Zuylen (drie zuilen) 2. Gaasbeek (leeuw) 3. Putten (variatie; negen witte kruisjes op blauwe balken) 4. Strijen (drie rode kruizen).

### Huwelijk en kinderen
Zweder trouwde in 1372 met Anna van Leiningen/Leijningen (1360-1400). Als huwelijksgeschenk kreeg zij slot Valckesteyn voor levenslang gebruik. Het paar kreeg drie dochters en één zoon: 
- Maria van Abcoude
- Johanna van Abcoude (±1375-1411), huwde in 1392 met Jan van Brederode; zij overleed kinderloos
- Jacob van Gaasbeek (±1390-1459), zijn opvolger, zie hieronder
- Jolanda van Abcoude (13??-1443), huwde Hubert III van Culemborg

## Jacob van Gaasbeek

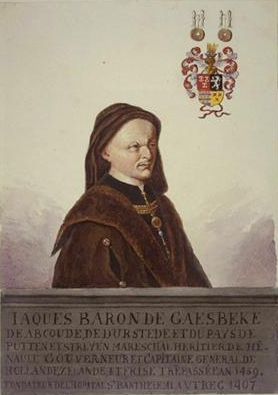
Jacob van Gaesbeek

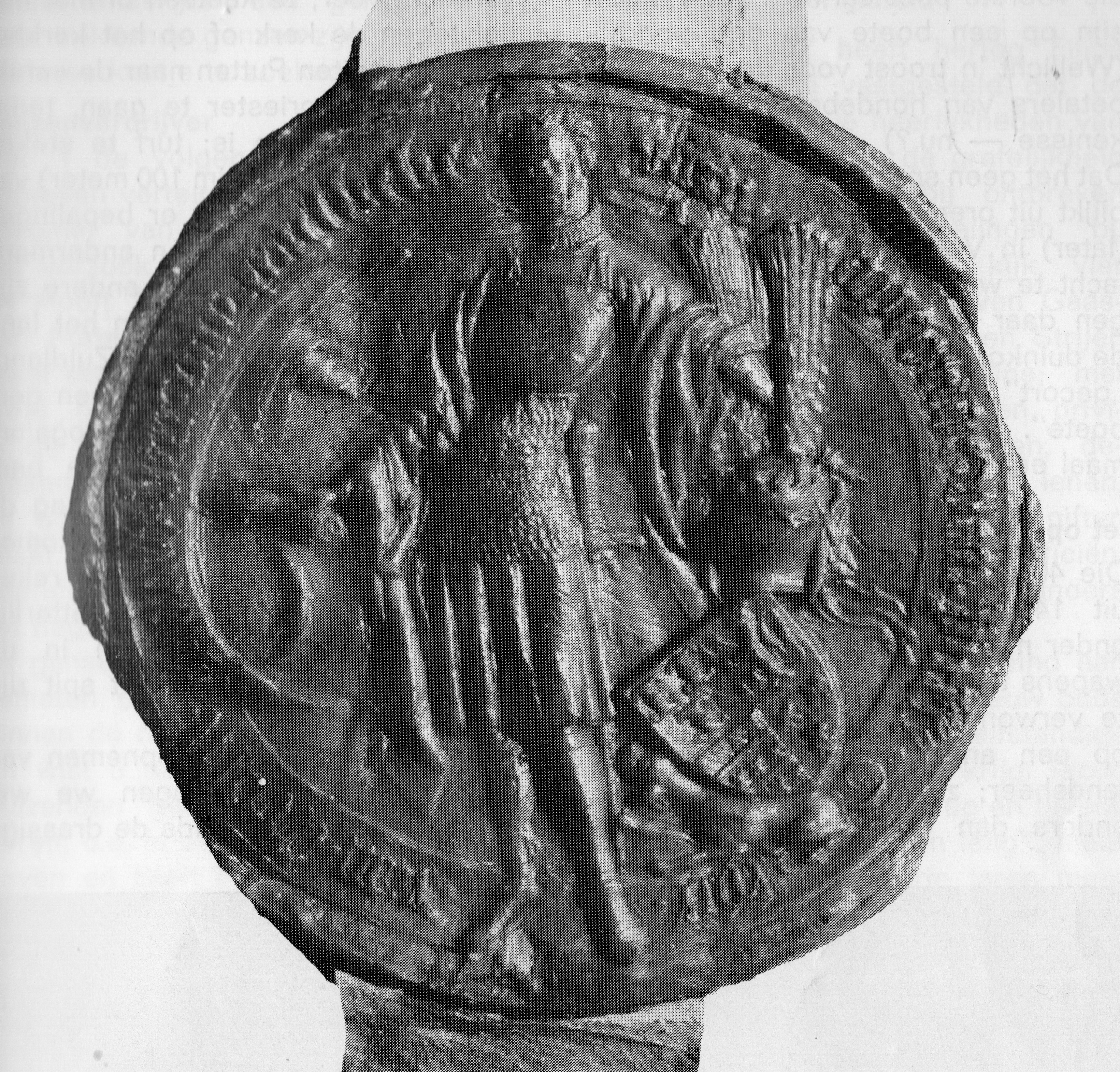
Zegel Jacob van Gaasbeek (1438)

Jacob van Gaesbeek (ook wel: Jacob van Gaesbeke/Gaesbeeck en Jacob van Abcoude; ±1390/6-2-1459) was de enige zoon van Zweder van Abcoude en Anna van Leiningen. Hij was heer van Putten en Strijen tussen 1400-1459. Daarnaast was hij heer/baron van Gaasbeek, Abcoude en Coelhorst. Omdat hij minderjarig was toen zijn vader overleed, was zijn oom Willem van Abkoude (jongere broer van zijn vader, overleden in 1407) voogd voor hem vanaf 1400 tot aan zijn overlijden in 1407. Zijn verblijfplaats werd waarschijnlijk Gorinchem, in ieder geval voor een deel van het jaar; de registers en leenboeken (en wellicht andere archiefdelen) uit Geervliet waren daar tussen 1438 en 1459 naar overgebracht.

### Betekenis voor Putten
- Zijn voogd Willem van Abkoude stond in 1401 eindelijk toe dat Spijkenisse mocht afwateren in de Wiedele (nu Bernisse) via de polder Simonshaven. Het water stond hen al jaren tot de lippen (door inklinking van de bodem en aanslibbing buiten de dijken konden de Spijkenissers zelfs bij eb hun polderwater niet meer lozen), maar al hun smeekbeden hadden tot nu toe niet tot actie geleid. Een belangrijke overweging voor de toestemming van oom Willem was, dat anders ook bezittingen van zijn neef Jacob verloren zouden gaan ...[44]
- Hij heeft actie ondernomen en toestemming gegeven voor de bedijking van vele nieuwe polders in de Heerlijkheid Putten:
  - Tot de Heerlijkheid Putten behoorden ook de gorzen aan de westkant van de Wiedele, ten zuiden van Abbenbroek (Drencwaard, Westenrijk en Zuutoord). Jacob regelde dat dat gebied tussen 1415-1416 bedijkt werd en zo de grootste en rijkste landbouwpolder van Putten werd. In de loop der eeuwen kreeg deze polder vele namen, waaronder Westenrijk, Blinkvliet en Zuidland (de 's-Landse polder in het streekdialect). De verkaveling is strak, met lange, rechte wegen en sloten, heel anders dan in de oude polders aan de overkant van de Wiedele/Bernisse.[45]
  - In 1429 geeft Jacob het gors Velgersdijk (in de oostelijke punt van Zuidland) uit om te bedijken. In 1431 volgen enkele kleine polders bij Simonshaven (Corper, Marymeet, den Brant) en bij Hekelingen (Heer Hughengors en Heer Maesgors) die worden samengevoegd tot één polder (Oud-)Schuddebeurs.[46]
  - In 1434 vaardigde hij een landrecht voor Putten uit, met onder andere verboden voor het dragen van gevaarlijke wapens, iemand te slaan of verwonden, koren te laten malen op een andere molen dan die van de landsheer, zich te laten overvaren via een andere boot dan met het veer dat gepacht wordt van de heer, turf te steken binnen 25 roeden (ruim 100 meter) van de zeedijk, andermans vee dood te slaan en er waren bepalingen over het houden van ganzen.[47]
  - In 1438 wordt de polder Nieuw Markenburg bedijkt (in het noorden, tussen de polders Geervliet en Spijkenisse), in 1439 Korendijk, Koewaert en Goudswaard (in het zuidwesten van de huidige Hoeksche Waard) en ten slotte in het westen van Putten, langs de Bernisse: Hoenderhoeck, Stompaerd/Stompert, Guldenland en Tolland[48]
  - In 1439 schonk Jacob van Gaasbeek een vrije markt aan Zuidland, op de kruising van landweg en vaarweg. Deze markt, een week- en een jaarmarkt, werd van grote betekenis voor de omgeving, zelfs vele kooplieden uit de steden van Noord-Brabant, Vlaanderen, Zeeland en Holland kwamen er.[49]

### Beschrijving zegel
Het zegel van Jacob van Gaasbeek beeldt een man af, met rechtsonder het gevierendeelde wapen van Jacob van Gaasbeek, met daarin de wapens van Zuylen, Gaasbeek, Putten en Strijen. Daaronder is een hond met twee zichtbare voorpoten (in die tijd mocht in Putten niemand een hond houden, tenzij men hem een voorste poot zou afslaan.)

### Huwelijk en zoon
Hij trouwde met Johanna de Ligne; zij kregen een zoon Anton (1411-1429) die reeds op 17-jarige leeftijd overleed door een klap van zijn vader. 

Zijn tweede huwelijk, met Margaretha van Schoonvorst, bleef zonder kinderen, waardoor Jacob kinderloos stierf.

### Financiële problemen en overdracht heerlijkheid Putten
Jacob van Gaesbeek was ooit een van de rijkste edelen van de vroege 15e eeuw in Holland en Brabant, maar door een geldverslindende gerechtelijke procedure om heerlijkheden van de familie van zijn tweede vrouw (Margaretha van Schoonvorst) in handen te krijgen, moest hij hoge schulden maken en verloor hij uiteindelijk al zijn heerlijkheden.
Jacob van Gaasbeek wist dat hij zonder opvolger zou sterven en verkocht wegens deze hoge schulden in 1456 al zijn Putse bezittingen aan hertog Philips van Bourgondië, die ook graaf van Holland was. Na de overdracht stond de hertog de lenen wederom aan Jacob van Gaasbeek af ten gebruike voor het leven. Bovendien ontving hij een jaarlijkse lijfrente van de hertog.
Na zijn overlijden in 1459 verviel de heerlijkheid definitief aan Filips van Bourgondië, die het vervolgens aan zijn zoon, Karel, graaf van Charolais, als apanage gaf.

## Karel van Charolais, de laatste heer van Putten

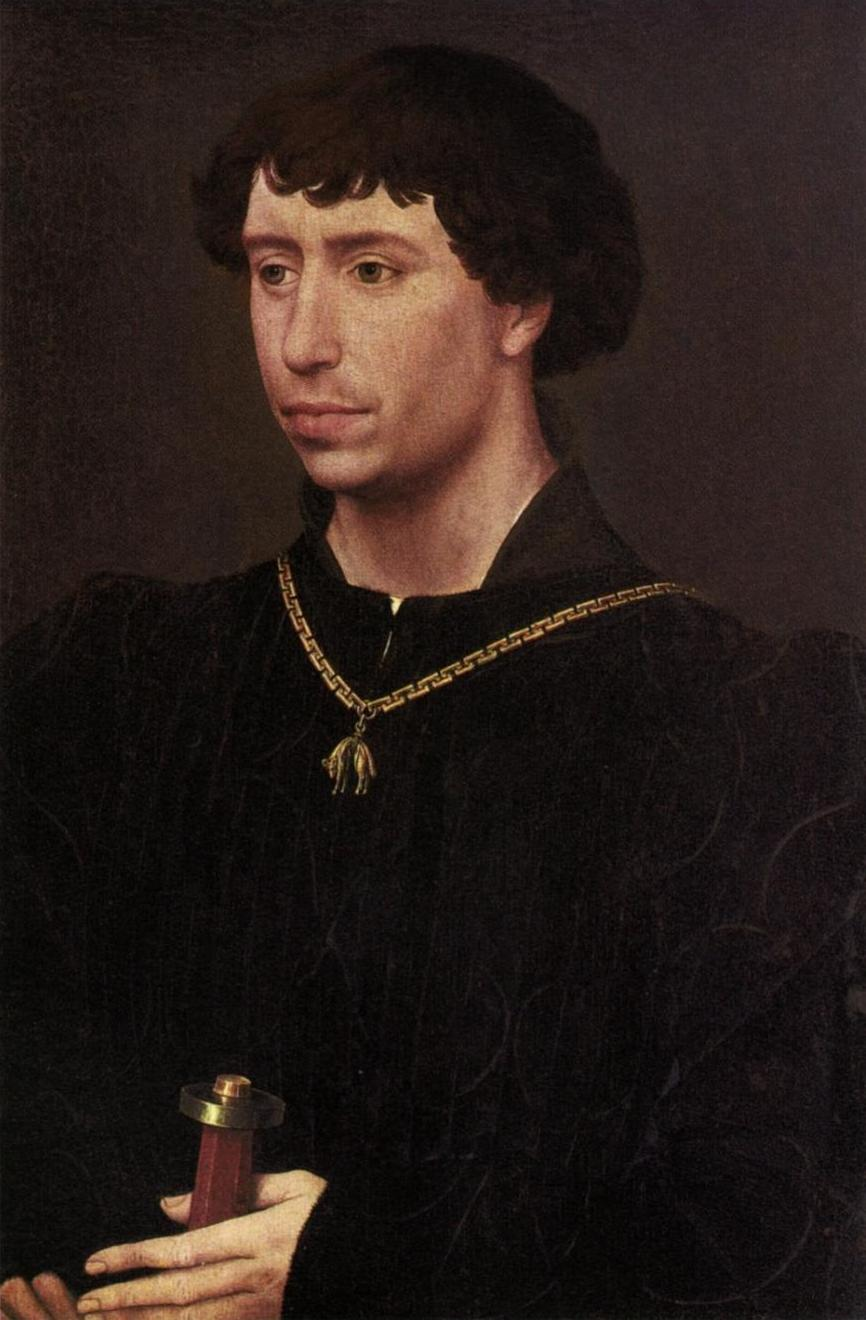
Karel van Charolais (±1460)

Karel, graaf van Charolais (1433-1477) ontving in 1459 de Heerlijkheid Putten van zijn vader, om als apanage (om in zijn levensonderhoud te voorzien) te dienen. Hij was heer van Putten van 1459-1467. De archieven (in ieder geval de registers en leenboeken) werden in 1459 naar Den Haag overgebracht. Ook de rentmeester van Putten en Strijen resideerde voortaan in Den Haag en beval zo nu en dan de plaatselijke helper naar Den Haag te komen met de boeken van "den lande van Put ende Strijen". In 1464 regelde Karel de wijze van heffen van de bede. Verder bracht hij in het beheer en bestuur van Putten en Strijen weinig verandering.
In 1467, nadat hij zijn vader was opgevolgd in diens hertogdommen en graafschappen, werd Putten aan het graafschap Holland toegevoegd. De grafelijke bestuursorganen (Hof, Rekenkamer en leenkamer) gingen toen ook in de heerlijkheid Putten hun bevoegdheden uitoefenen. Daarom kan Karel van Charolais als de laatste heer van Putten worden beschouwd. Of, zoals Van der Gouw het formuleerde: onder zijn bewind ging de (vrije) heerscappie van Putten definitief ten gronde.

## Residenties van de heren en vrouwen van Putten
De heren en bestuurders van de heerlijkheid Putten hadden verschillende residenties. Van de kastelen Puttensteyn, Hof van Putten en Valckesteyn zijn geen restanten bewaard gebleven.

### Puttensteyn
Kasteel Puttensteyn lag in de polder Oud-Putten, tussen het huidige Oud-Beijerland en Heinenoord. Dit kasteel diende als residentie tot aan de verwoesting ervan door de Vlamingen in 1304. Hierna verplaatste Nicolaas III zijn hof naar Geervliet.

### Hof van Putten

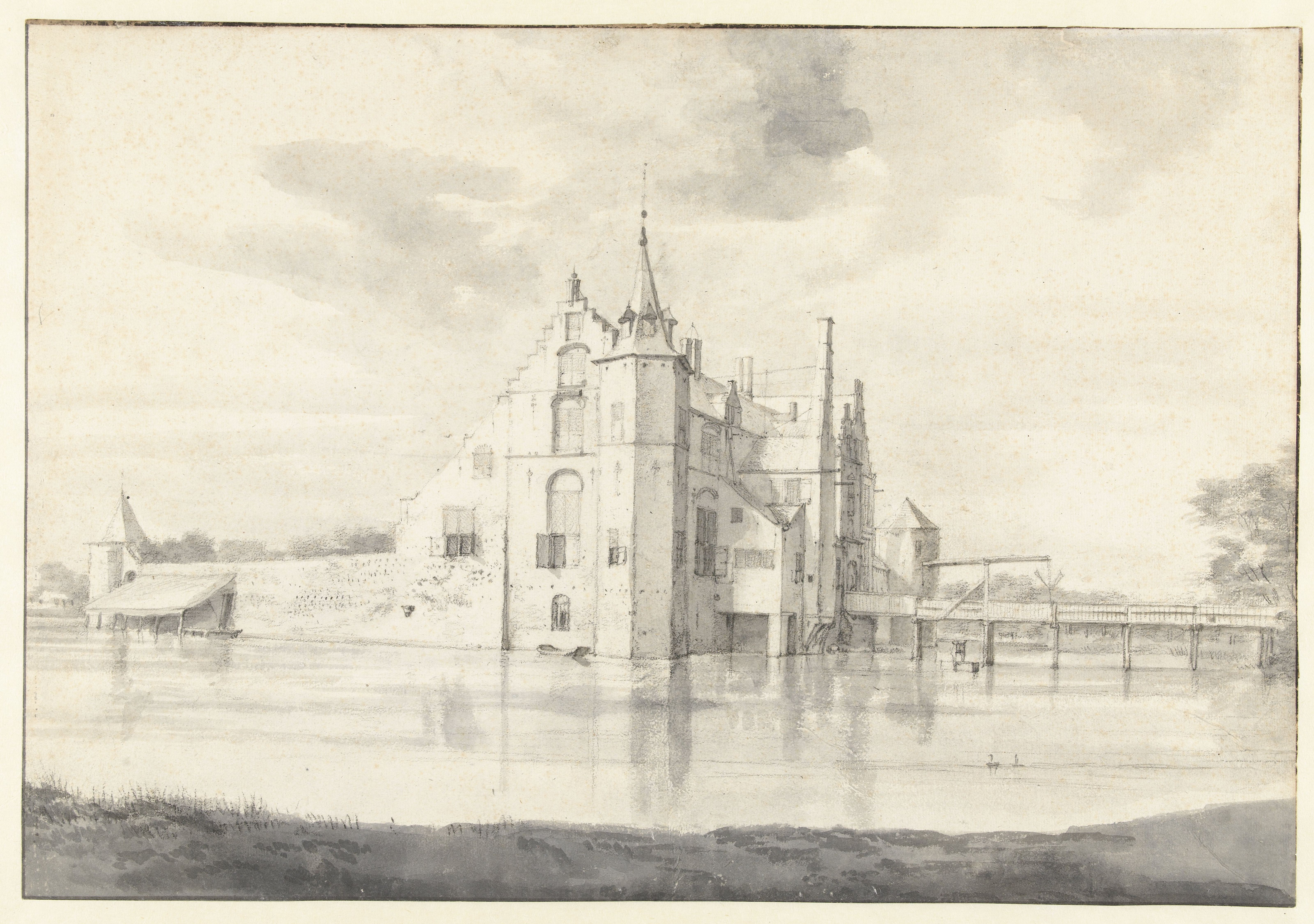
Hof van Putten (±1646-1647)

Het Hof van Putten stond in Geervliet en was oorspronkelijk een grote en versterkte boerderij. Nicolaas I bezat die boerderij in ieder geval sinds 1246. Nicolaas III verhuisde met zijn gezin en hofhouding in 1304 naar deze hoeve en bouwde hem om tot een kasteel. Het Hof van Putten werd het nieuwe bestuurscentrum voor de heerlijkheid Putten en bleef dat tot eind 18e eeuw. 
De opvolgers van Nicolaas III hadden een veel groter gebied om te besturen en verbleven vaak elders. Ook de adellijke ruwaards van Putten (na 1467) woonden niet op de Hof van Putten en bezochten het nog zelden. 
Rond 1830 is het kasteel afgebroken.

### Valckesteyn

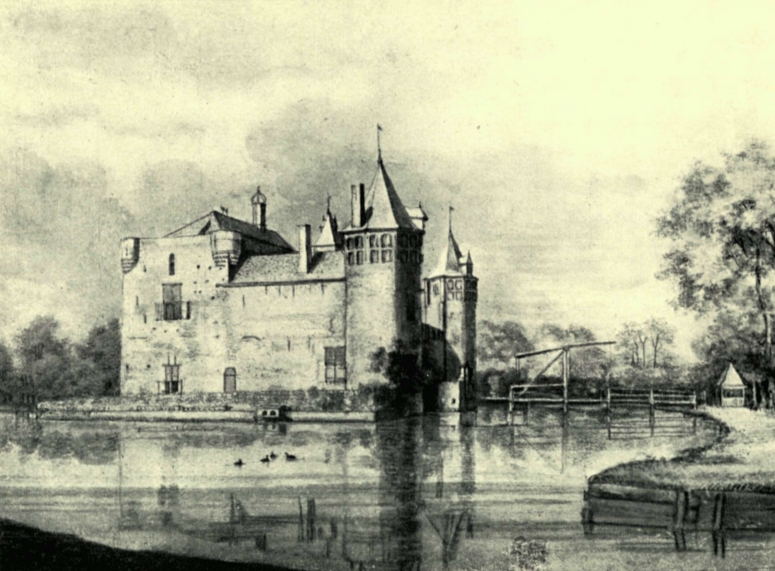
Slot Valckesteyn (Rogman, 1650)

Slot Valckesteyn (ook wel Valckensteyn) in Poortugaal, ook aangeduid met de naam Costverloren, werd gebouwd nadat Puttensteyn was verwoest. Nicolaas III van Putten bouwde het nieuwe kasteel "Over de Maas" (aan de andere zijde van de Oude Maas). Het werd tussen 1304-1311 gebouwd in het poldertje het "Valckesteynse Blok", een van de hoogste punten van het eiland. In dit blok ligt een stuk land van 20½ gemet groot, dat aan de heer van Putten behoorde en dus rechtstreeks door hem werd gebruikt. De overige domeinen in dit grondgebied waren ook van hem, maar waren alle verpacht. Het hele complex bestond uit het slot dat geheel omringd was met een slotgracht, een voorplein, hoven en boomgaarden. Het was vier gemeten groot. Op het voorplein stond een "Huysmanswooninge", bestaande uit een huis en wagenkeet (schuur voor een wagen). In dit kasteel konden alle Poortugalers een toevluchtsoord vinden in tijden van nood.
Tussen 1310 en 1400 is het kasteel regelmatig bewoond door de eigenaren, de Heren en Vrouwen van Putten. De latere heren van Putten en ruwaarden hadden elders grotere belangen en woonden er niet meer. Jacob van Gaesbeek, die in 1400 zijn vader Zweder opvolgde, had een zodanig actief en druk bezet leven, dat hij zelden op het afgelegen slot vertoefd zal hebben. In 1454 gaf Jacob van Gaesbeek Valckestein in leen. 
Later ging het kasteel over in andere handen en is het kasteel diverse keren uitgebouwd. 

In 1824 overleed de laatste bewoner, en volgde sloop. 

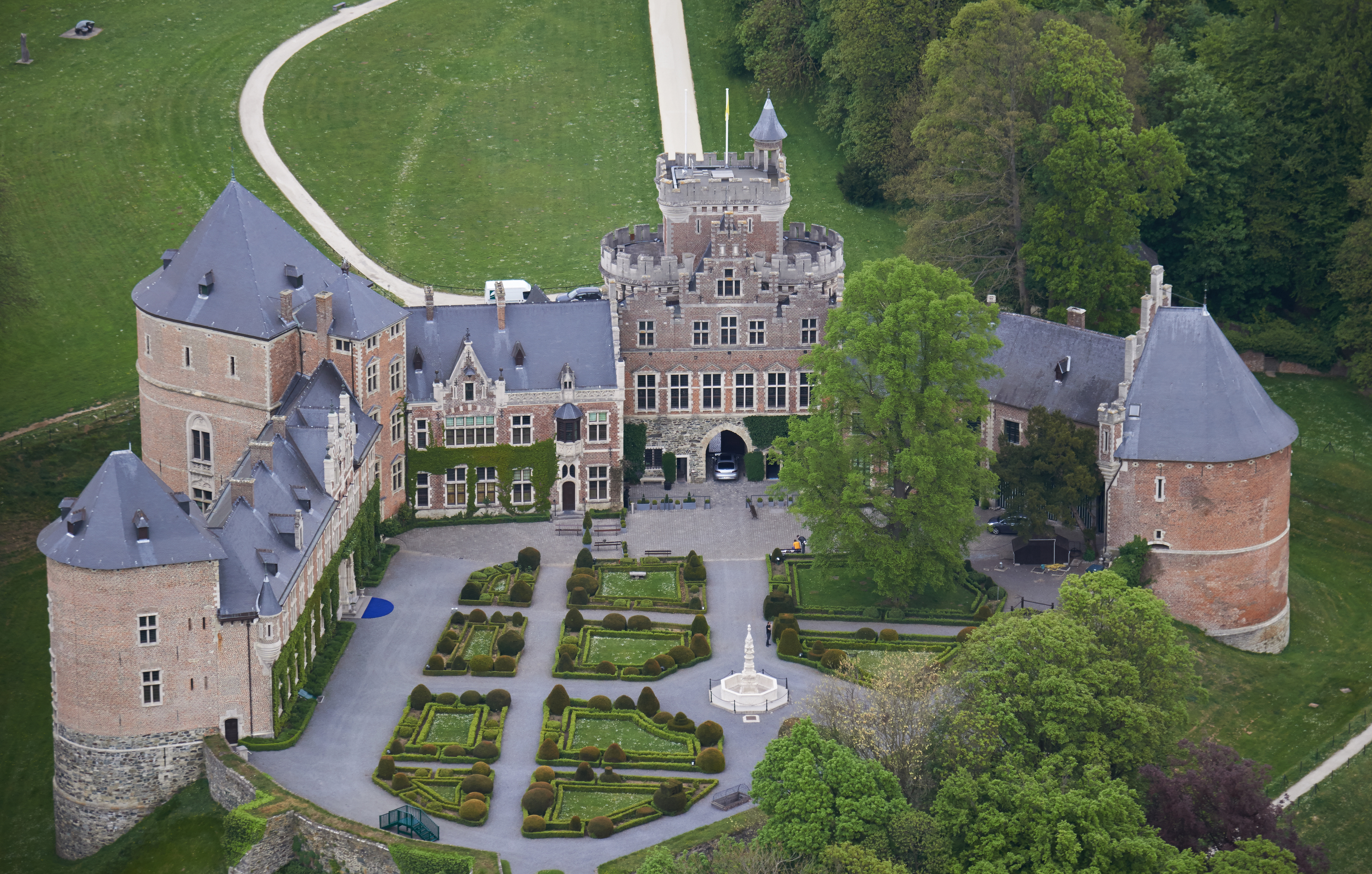
Kasteel van Gaasbeek

### Overige
Daarnaast beschikten de latere heersers over Putten ook over residenties buiten de Heerlijkheid Putten. Zo bezaten Zweder van Abcoude en zijn opvolger Jacob van Gaasbeek Kasteel van Gaasbeek bij Brussel.